# Gora Druzhnaja
Gora Druzhnaja är ett berg i Antarktis. Det ligger i Västantarktis. Argentina och Storbritannien gör anspråk på området. Toppen på Gora Druzhnaja är 1 435 meter över havet.
Terrängen runt Gora Druzhnaja är varierad.  Trakten är obefolkad. Det finns inga samhällen i närheten.